# Mecklenburgisches Orgelmuseum
Das Mecklenburgische Orgelmuseum in Malchow besteht seit 1997.

## Entstehung
Im Jahr 1825 wurde für das Kloster eine eigene Pfarrei geschaffen. Untergebracht wurde sie in einem Doppelhaus aus der zweiten Hälfte des 18. Jahrhunderts. Es entstand aus der Zusammenlegung von Organisten- und Amtsjägerhaus. Durch den damit verbundenen Umbau erhielt es ein klassizistisches Aussehen. In den Jahren 1887/1888 wurde das Pfarrhaus vergrößert und erneut verändert. Am südlichen Giebel erhielt es einen Anbau. Seit dieser Zeit gab es keine baulichen Veränderungen mehr. Das Haus ist seit 1997 im Eigentum der Stadt Malchow und wird als Orgelhaus genutzt.

## Museum
In der neugotischen Kirche des Klosters Malchow und dem angrenzenden Pfarrhaus werden die Entwicklung der Orgel seit ihren Anfängen und speziell die Geschichte des mecklenburgischen Orgelbaus präsentiert. Elf Orgeln befinden sich im Fundus des Museums. Eine Modellorgel kann von  Besuchern gespielt werden. In Konzerten in den Monaten Juli und August sind mehrere Orgeln zu hören. Die Bearbeitung des mecklenburgischen Orgelinventars gehört zur  Arbeit des Museums.
Leiter des Museums ist seit 1997 Friedrich Drese. Bis 2022 konnte die Sanierung abgeschlossen werden, die 500.000 Euro kostete.

## Orgeln
Im Orgelmuseum befinden sich derzeit 12 überwiegend vollständige Orgeln, sowie weitere Teile wie Spieltische, Gehäuse und anderes.
Die Anzahl der Manuale wird in der vierten Spalte angegeben, die Anzahl der Register in der fünften. Ein großes „P“ steht für ein selbstständiges Pedal, ein kleines „p“ für ein angehängtes. Wenn nicht anders angegeben, sind mechanische Schleifladen vorhanden.
| Jahr      | Erbauer                                        | Bild | Manuale | Register | Bemerkungen |
| --------- | ---------------------------------------------- | ---- | ------- | -------- | --- |
| 1856      | Friedrich Wilhelm Winzer                       |      | I/P     | 6 (+ 1)  | aus Kirche Stralendorf (als Leihgabe), 2 Register um 1900 neu angefertigt                                                                                    |
| 1856      | Ernst Sauer                                    |      | I/p     | 7        | aus Mestlin, 1856 aus größerer Schmidt-Orgel von 1747 (II/P, 23) verkleinert, seit 1945 nicht mehr spielbar, 2002 nach Malchow                               |
| 1879      | Barnim Grüneberg                               |      | I/P     | 8 (+ 1)  | aus Kirche Langenhanshagen (als Leihgabe) |
| 1882      | Friedrich Hermann Lütkemüller                  |      | I/p     | 4        | aus Dorfkirche Mesendorf, Prignitz (als Leihgabe), Prospektpfeifen 1998/1999 rekonstruiert für die 1917 eingeschmolzenen, ohne originalen Blasebalg          |
| 1890      | Friedrich Theodor Friese                       |      | II/P    | 14       | 1890 für ausgebranntes Kloster Malchow, seitlicher Spieltisch, Prospektpfeifen wurden 2004 rekonstruiert, für die 1917 eingeschmolzenen                      |
| 1937      | Marcus Runge, Schwerin                         |      | I/P     | 5        | aus katholischer Kirche Wittenburg, pneumatische Trakturen und Taschenladen                                                                                  |
| 1947      | Gebrüder Jehmlich, Dresden                     |      | II/P    | 8        | + Zimbel 2fach und Tremolo, ursprünglich Hausorgel des Kantors Rudolf Hilscher aus Dresden-Loschwitz, pneumatische Kegelladen                                |
| 1950      | Gebrüder Jehmlich, Dresden                     |      | I       | 3 (+1)   | aus Dresden-Loschwitz |
| um 1950   | W. Sauer Orgelbau Frankfurt (Oder)             |      | I       | 3        | Orgelpositiv, Leihgabe der Marienkirche Waren |
| 1957      | W. Sauer Orgelbau                              |      | II/P    | 17       | aus Kirchsaal des Diakonievereins Züssow (als Leihgabe), Jubiläumsorgel zum 100-jährigen Bestehen der Firma Sauer, mit 1270 Pfeifen größte Orgel des Museums |
| 1986–1994 | Schüler der Realschule Bargteheide bei Hamburg |      | I       | 6        | verwendeten Teile verschiedener Orgeln, stellten Holzpfeifen für Gedackt 8', Wellenbrett und Balg selbst her                                                 |
| 1990      | Blancafort, Collbató bei Barcelona             |      | I       | 1½       | Spanisches Portativ, Geschenk der Familie Lehmbecker |